# سفينة الأرصاد الجوية
سفينة الأرصاد الجوية، أو سفينة محطة المحيط، هي سفينة متمركزة في المحيط لرصد الأرصاد الجوية السطحية والعلوية لاستخدامها في التنبؤ بالطقس. وكانت تقع في المقام الأول في شمال المحيط الأطلسي وشمال المحيط الهادئ، وكانت تقدم تقاريرها عبر الراديو. ساعدت السفن في عمليات البحث والإنقاذ، ودعمت الرحلات الجوية عبر المحيط الأطلسي، كما عملت كمنصات بحثية لعلماء المحيطات، ورصدت التلوّث البحري، وساعدت في التنبؤ بالطقس من قبل المتنبئين بالطقس وفي نماذج الغلاف الجوي المحوسبة. لا تزال سفن الأبحاث تستخدم بكثافة في علم المحيطات، بما في ذلك علم المحيطات الفيزيائي ودمج بيانات الأرصاد الجوية والمناخ في علوم نظام الأرض.

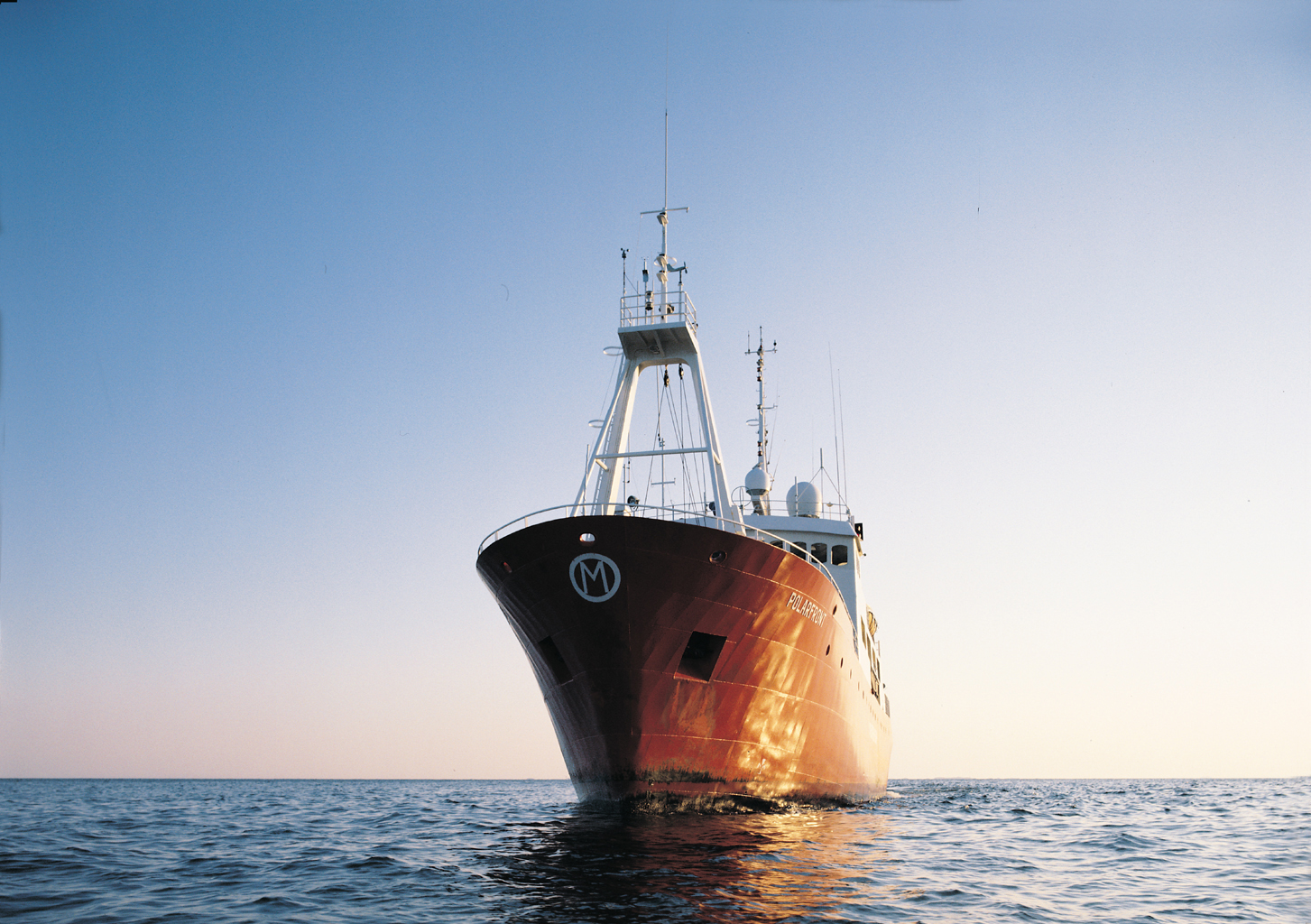
سفينة الأرصاد الجوية

ظهرت فكرة سفينة الأرصاد الجوية الثابتة في وقت مبكر من عام 1921 من قبل Météo-France للمساعدة في دعم الشحن وقدوم الطيران عبر المحيط الأطلسي. تم استخدامها خلال الحرب العالمية الثانية ولكن لم يكن لديها وسيلة للدفاع، مما أدى إلى فقدان العديد من السفن والعديد من الأرواح. بشكل عام، أثبت إنشاء سفن الأرصاد الجوية أنه مفيد جدًا خلال الحرب العالمية الثانية لأوروبا وأمريكا الشمالية، لدرجة أن منظمة الطيران المدني الدولي (ICAO) أنشأت شبكة عالمية من سفن الأرصاد الجوية في عام 1948، مع 13 سفن سيتم توفيرها من كندا، الولايات المتحدة وبعض الدول الأوروبية. تم تخفيض هذا الرقم في النهاية إلى تسعة. انتهت اتفاقية استخدام سفن الطقس من قبل المجتمع الدولي في عام 1985.
أثبتت عمليات رصد سفن الطقس أنها مفيدة في دراسات الرياح والأمواج، حيث كان الشحن التجاري يميل إلى تجنب أنظمة الطقس لأسباب تتعلق بالسلامة، في حين أن سفن الطقس لم تفعل ذلك. وكانت مفيدة أيضًا في مراقبة العواصف في البحر، مثل الأعاصير المدارية. ابتداءً من السبعينيات، تم استبدال دورها إلى حد كبير بعوامات الطقس الرخيصة. أصبحت إزالة سفينة الأرصاد الجوية عاملاً سلبيًا في التوقعات التي سبقت العاصفة الكبرى عام 1987. وكانت آخر سفينة أرصاد جوية هي بولارفرونت، المعروفة باسم محطة الأرصاد الجوية إم ("مايك")، والتي تم إزالتها من التشغيل في 1 يناير 2010. تستمر عمليات رصد الطقس من السفن من خلال أسطول من السفن التجارية التطوعية في العمليات التجارية الروتينية.

## وظيفة
كان الغرض الأساسي لسفينة الأرصاد الجوية المحيطية هو أخذ قياسات الطقس السطحي والعلوي، والإبلاغ عنها عبر الراديو في الساعات السينوبتيكية 0000 و0600 و1200 و1800 بالتوقيت العالمي المنسق (UTC). أبلغت سفن الأرصاد الجوية أيضًا عن ملاحظات من السفن التجارية، والتي تم الإبلاغ عنها عبر الراديو إلى بلدها الأصلي باستخدام رمز يعتمد على مساحة 16 كيلومترًا (9.9 ميل) في المحيط الذي توجد فيه السفينة. وشاركت السفن في عمليات البحث والإنقاذ التي شملت طائرات وسفن أخرى. كان لدى السفن نفسها رادار بحث ويمكنها تنشيط منارة صاروخية لتوجيه الطائرات المفقودة نحو المواقع المعروفة للسفن. استخدمت المنارة الموجهة لكل سفينة ترددًا مختلفًا بشكل واضح.

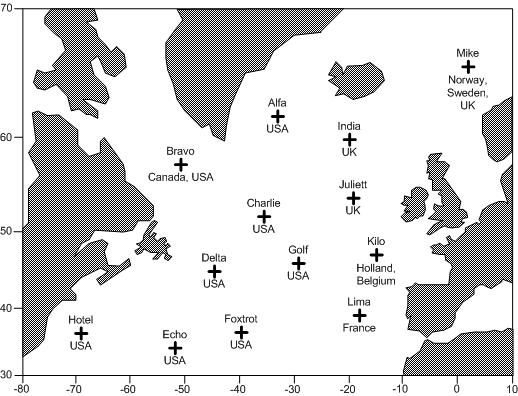
سفينة الأرصاد الجوية